# Robert Teesdale

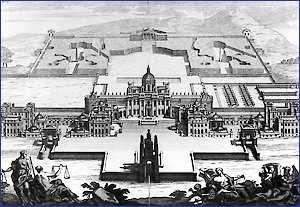
Zamek Howard w Yorkshire, gdzie Teesdale pracował jako starszy ogrodnik

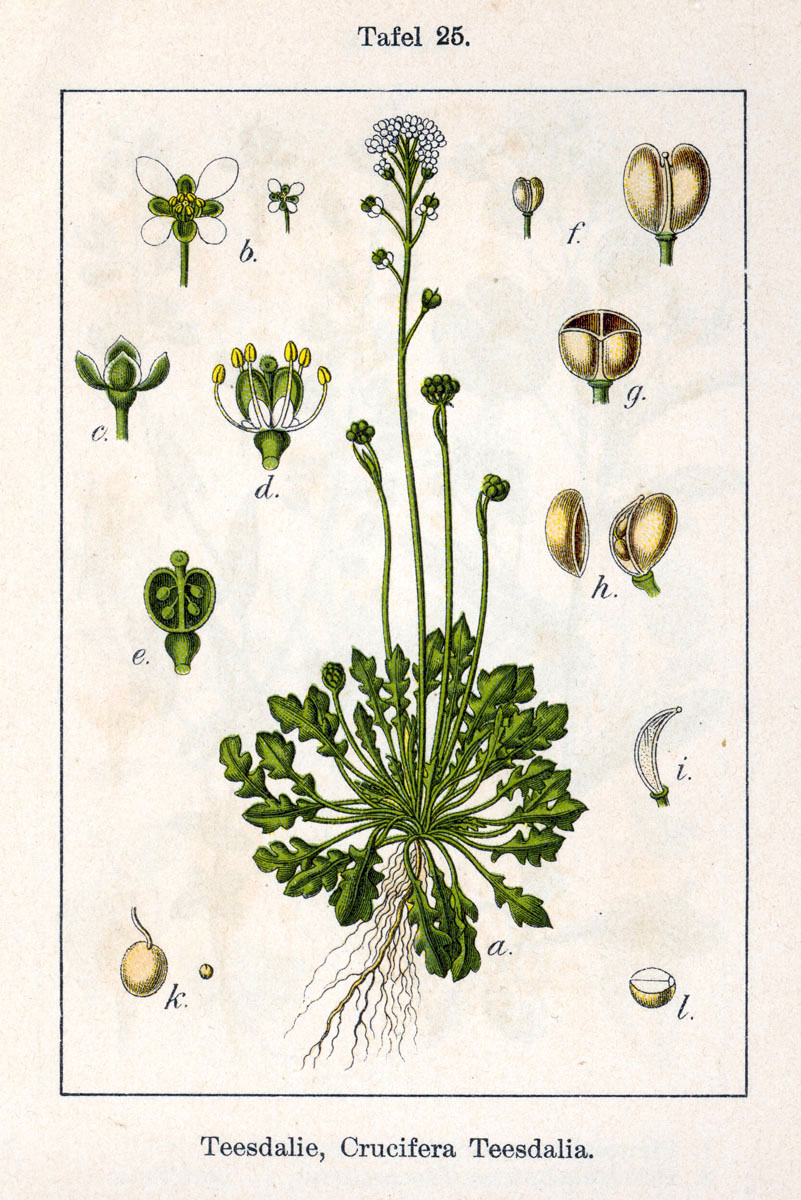
Rodzaj Teesdalia (chroszcz) nazwany na cześć Roberta Teesdale’a (ilustracja Jacoba Sturma z 1796 roku).

Robert Teesdale (ur. 1740, zm. 25 grudnia 1804) − brytyjski botanik i ogrodnik.
Przy podawaniu autorstwa łacińskich nazw gatunkowych roślin, nazwisko Robert Teesdale oznacza skrót Teesd.

## Życiorys
Teesdale był głównym ogrodnikiem Fredericka Howarda, 5. hrabiego Carlisle, w barokowym zamku Howard w Yorkshire. Jako pionier botaniki w Yorkshire został jednym z członków założycieli Towarzystwa Linneuszowskiego w Londynie. W 1792 roku opublikował katalog 197 rzadkich gatunków roślin z okolic Castle Howard: Plantae Eboracenses, or, A Catalogue of the More Rare Plants which grow wild in the Neighbourhood of Castle Howard District w czasopiśmie Transactions of the Linnean Society. Aneks do tego dzieła ukazał się w piątym tomie tego wydawnictwa.

## Nomenklatura botaniczna
Brytyjski badacz Robert Brown, by uczcić prace Teesdale’a dotyczące flory Yorkshire, nazwał rodzaj roślin należących do rodziny kapustowatych jego imieniem – Teesdalia R. Br., syn. Teesdalea (L.) R. Br.